# Colegiata de Nuestra Señora (Dinant)
La colegiata de Nuestra Señora (en francés: 'Collégiale Notre Dame de Dinant') es un edificio religioso que pertenece a la iglesia católica y funciona como una iglesia gótica desde el siglo XIII en Dinant, una ciudad de la Región Valona al sur de Bélgica, a orillas del río Mosa. La colegiata sustituyó un iglesia románica del siglo X que se derrumbó en 1228, dejando sólo la puerta del Norte. Su parte más icónica es el campanario bulboso del siglo XVI.

## Historia

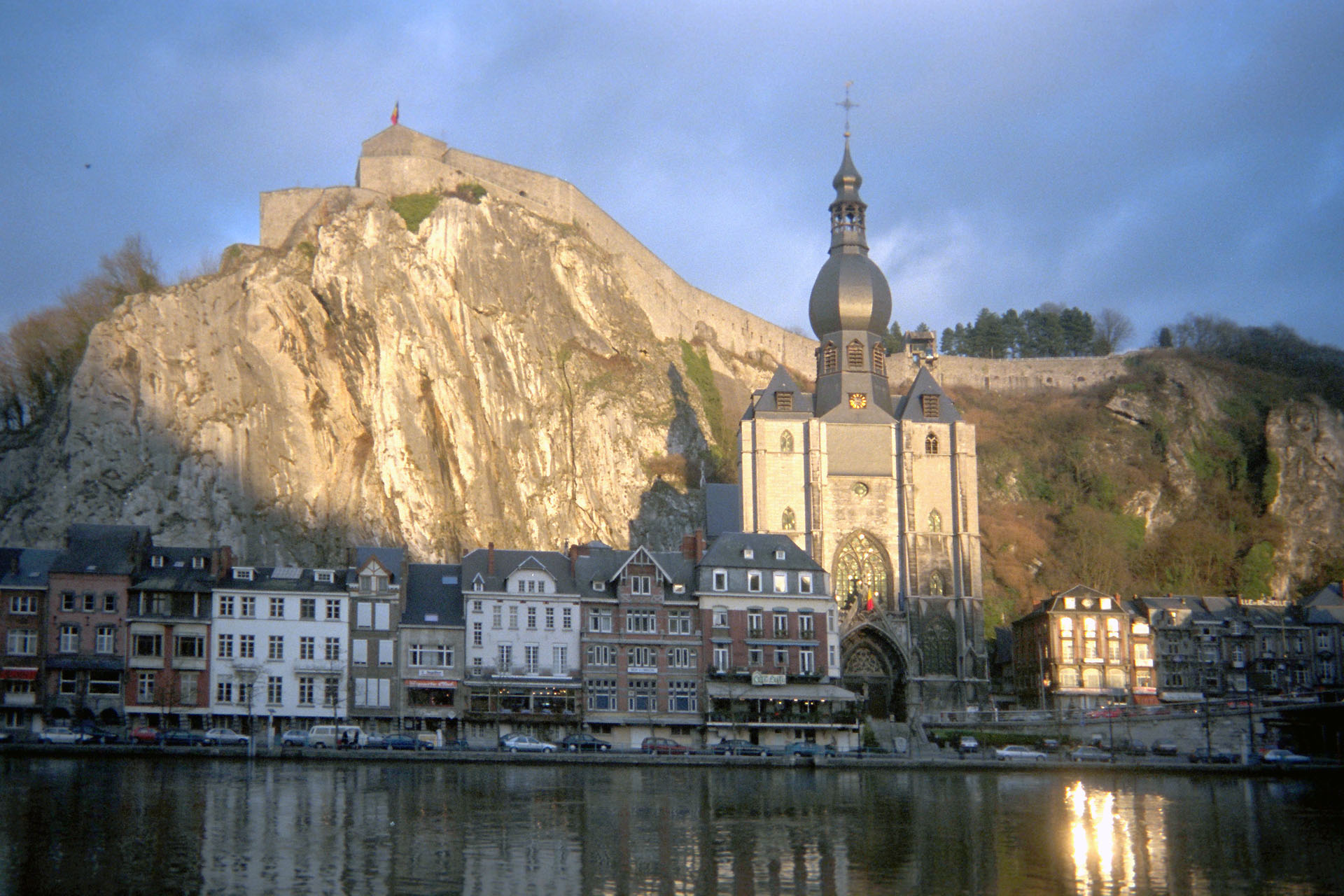
El Mosa, la colegiata y la ciudadela

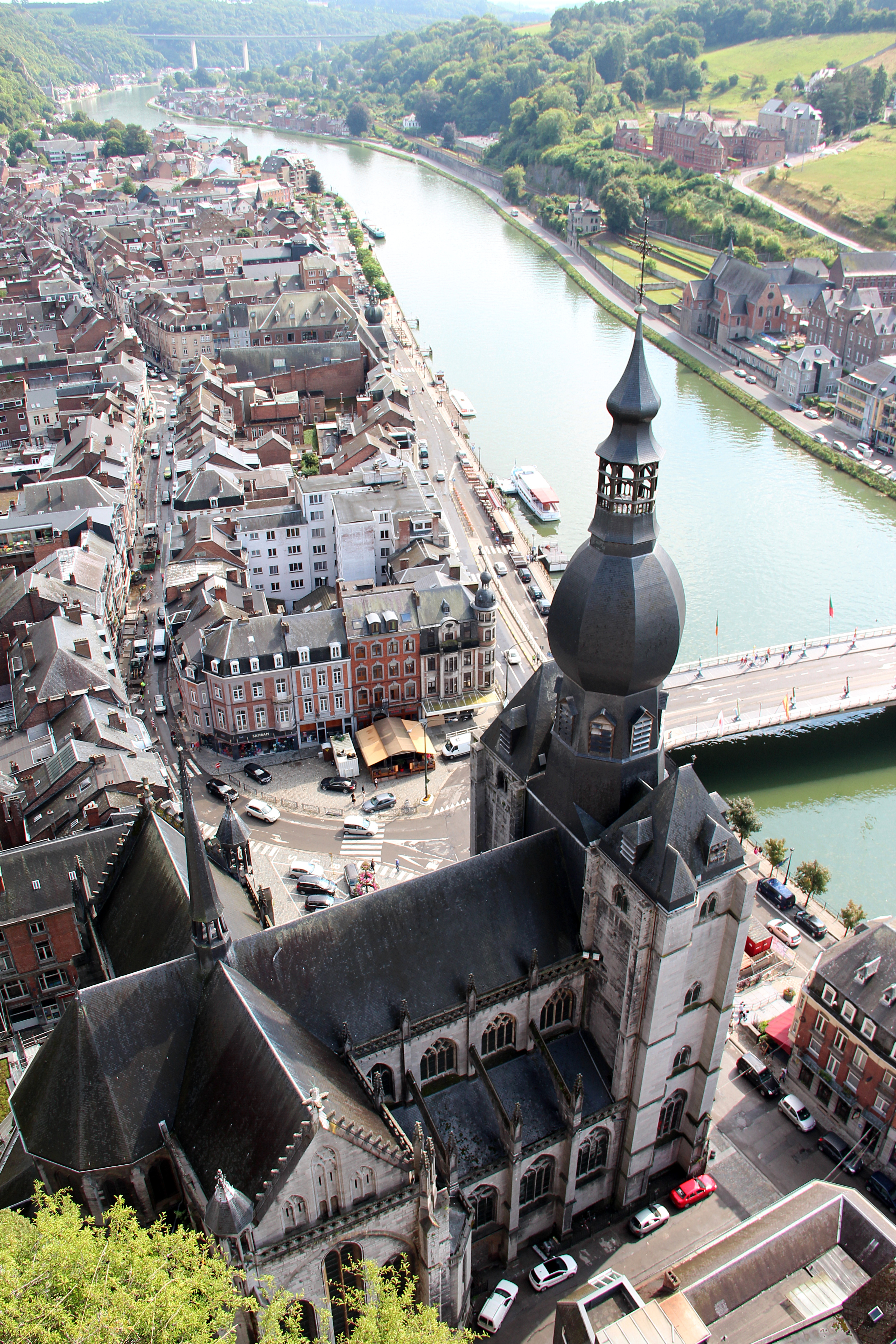
Vista de la iglesia desde la ciudadela

El primer edificio románico construido se derrumbó en 1227 tras la caída de un gran trozo de roca. Fue reconstruido en piedra caliza de Dinant siguiendo modelos importados de Borgoña y Champaña.
Varios sucesos dañaron el edificio, como el saqueo de Dinant en 1466, por Felipe el Bueno, o el paso de las tropas del duque de Nevers, en 1554. La colegiata fue restaurada en profundidad en el siglo XIX, bajo la dirección de los arquitectos Jules-Jacques Van Ysendijck y Auguste Van Assche, cuyo trabajos tuvieron como objetivo restituir la unidad estilística del siglo XIII. La iglesia quedó gravemente dañada por los bombardeos y el fuego del ejército imperial alemán durante las atrocidades alemanas en 1914 (véase la masacre de Dinant); la colegiata fue reconstruida por el arquitecto Chrétien Veraart entre 1919 y 1923. Salvo el campanario bulboso que en su debilidad en comparación con la masa  rocosa que le sirve de fondo (cuando se le ve desde arriba) dio a Jean Lejeune la idea de que el contraste arquitectónico y paisajístico era una metáfora de la fragilidad humana.

## Descripción
El edificio tiene 50 metros de largo y 30 m de ancho en el transepto.La nave central tiene una altura de 22 m y las laterales unos 14 metros. Las columnas que sustentan los grandes arcos de la nave central son cilíndricas.

## Galería de imágenes

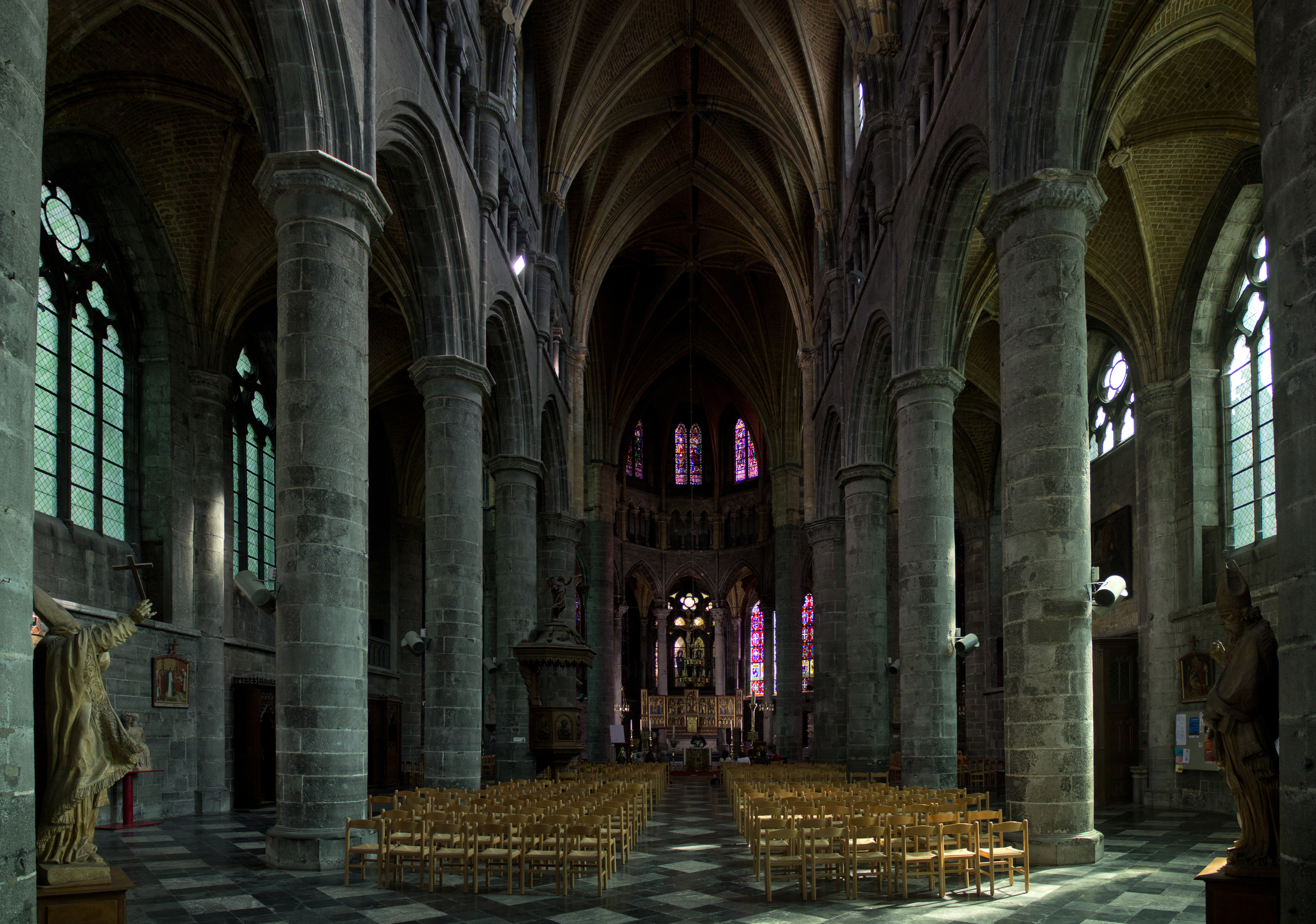
El interior
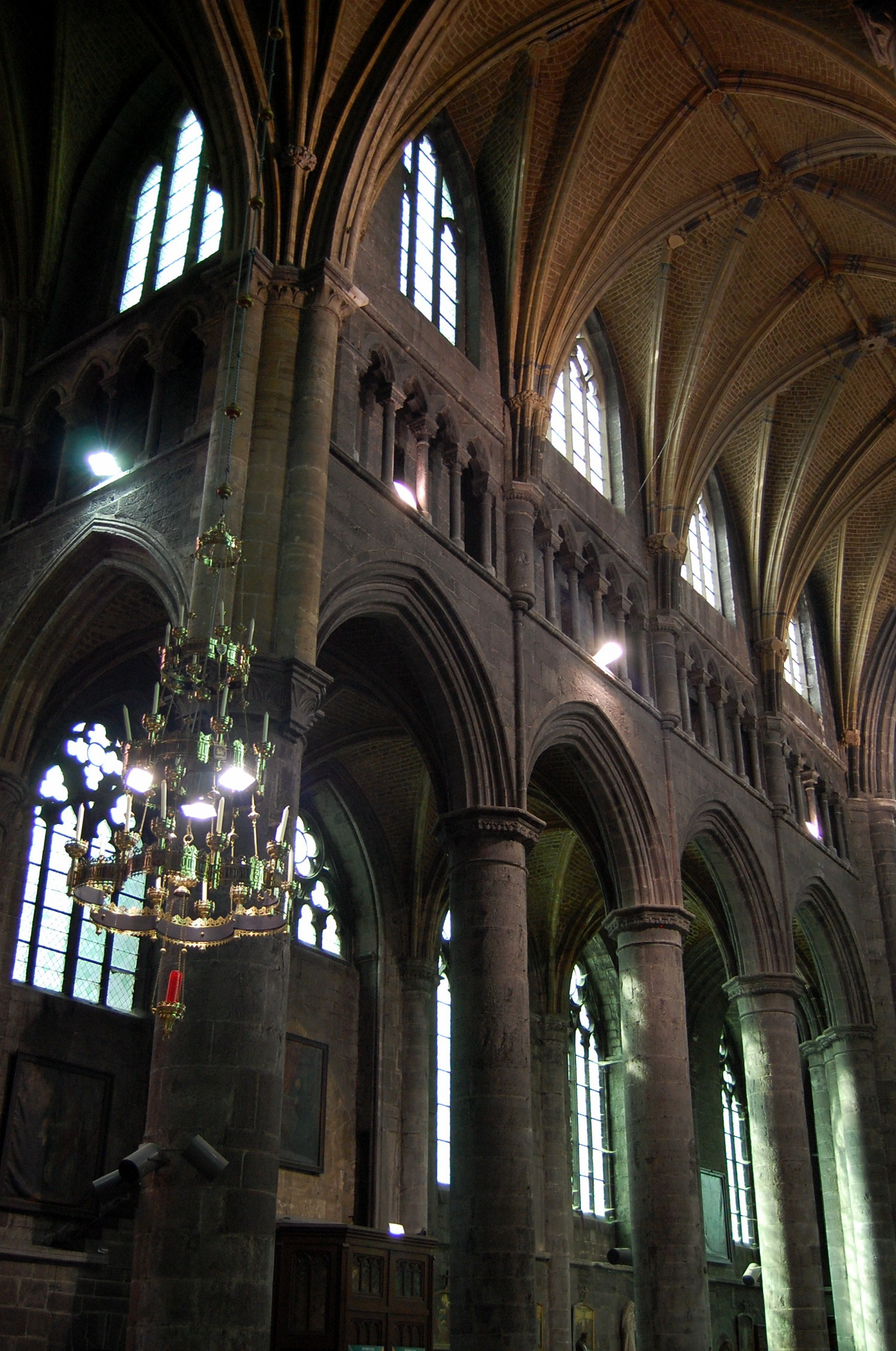
El alzado de la nave
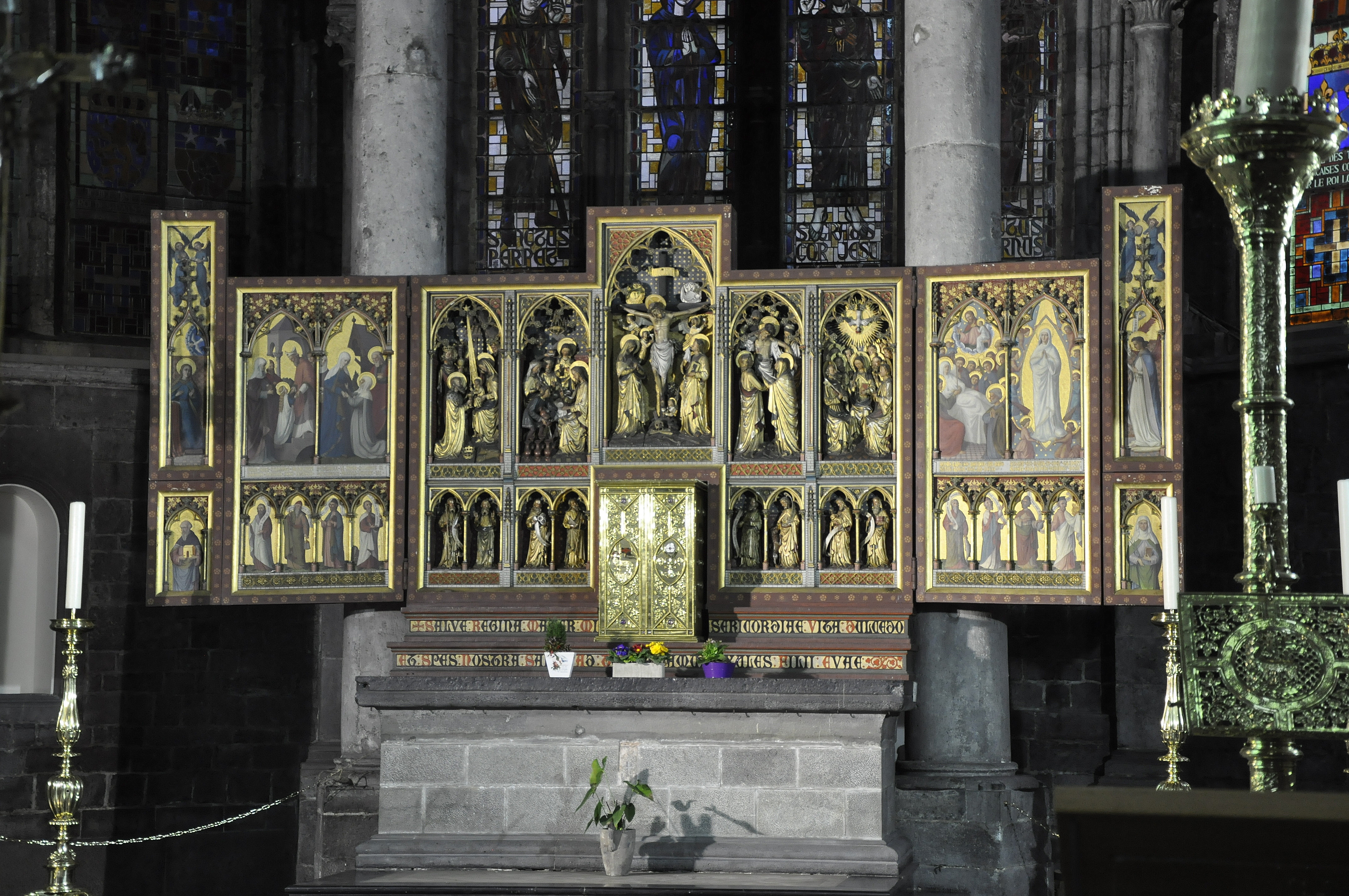
El altar mayor
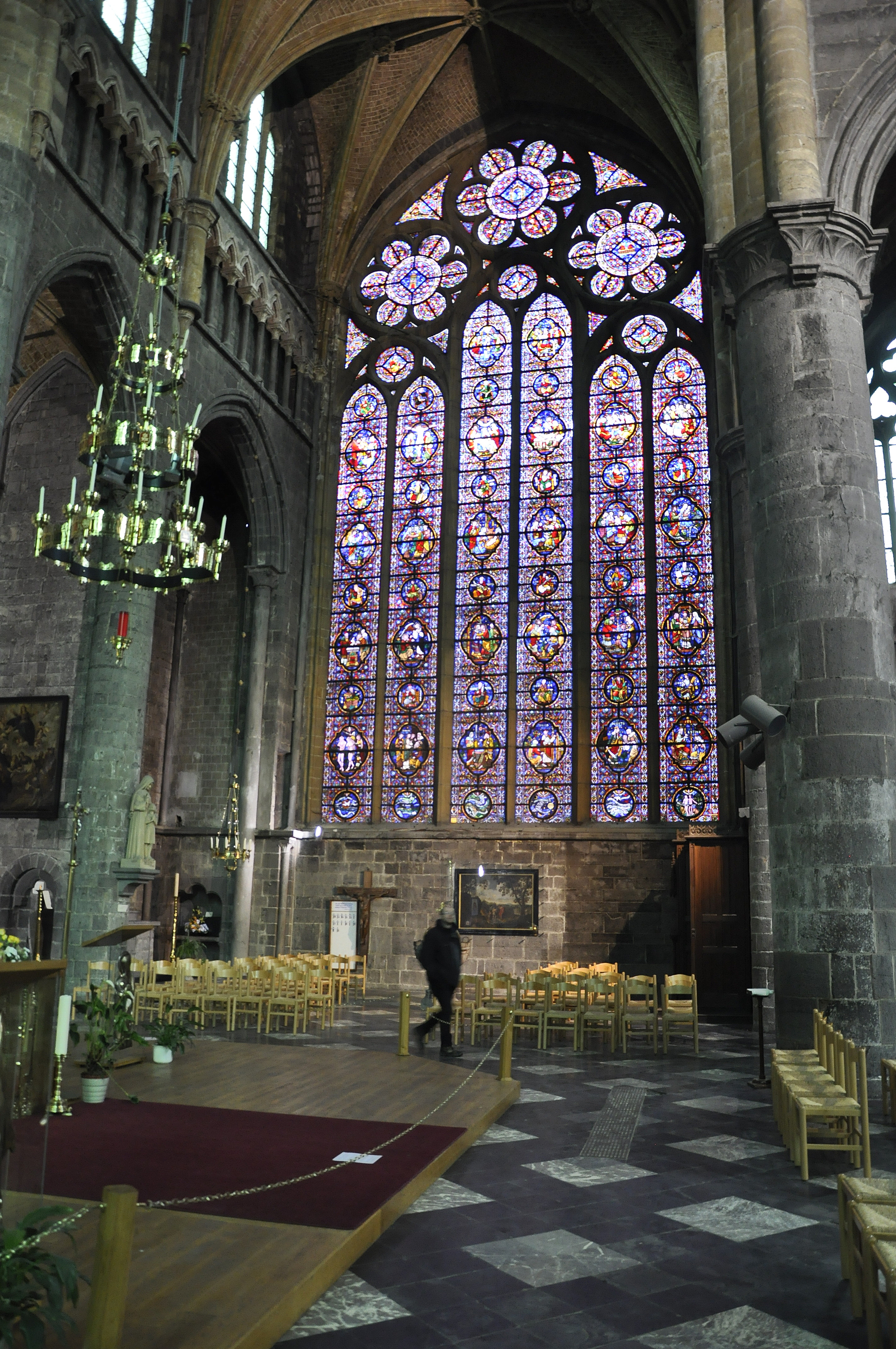
El vitral de Gustave Ladon